# Gj (digramme)
Cette page contient des caractères spéciaux ou non latins. S’ils s’affichent mal (▯, ?, etc.), consultez la page d’aide Unicode.
Pour les articles homonymes, voir GJ.
Gj (minuscule gj) est un digramme de l'alphabet latin composé d'un G et d'un J. 

## Linguistique
- En albanais, le digramme « gj » correspond à [ ɟ]. Il est considéré comme une lettre à part entière et est placée entre G et H.

## Représentation informatique
Comme la majorité des digrammes, il n'existe aucun encodage de « gj » sous un seul signe, il est toujours réalisé en accolant un G et un J.